# Live at Wacken Open Air 2006: A Night to Remember
Live At Wacken Open Air 2006: A Night to Remember – DVD zespołu Scorpions nagrane podczas Wacken Open Air w 2006, a wydane w roku 2008.

## Lista utworów
1. "Coming Home"
2. "Bad Boys Running Wild"
3. "The Zoo"
4. "Loving You Sunday Morning"
5. "Make It Real"
6. "Pictured Life"
7. "Speedy's Coming"
8. "We'll Burn the Sky"
9. "Love 'Em or Leave 'Em"
10. "Don't Believe Her"
11. "Tease Me Please Me"
12. "Coast to Coast"
13. "Holiday"
14. "Lovedrive"
15. "Another Piece of Meat"
16. "Kottak Attack"
17. "Blackout"
18. "No One Like You"
19. "Six String Sting"
20. "Big City Nights"
21. "Can't Get Enough"
22. "Still Loving You"
23. "In Trance"
24. "Bolero"
25. "Ready to Sting (Appearance of the Scorpion)"
26. "Rock You Like a Hurricane"

## Twórcy
1. Klaus Meine – wokal
2. Rudolf Schenker – gitara
3. Matthias Jabs – gitara
4. James Kottak – perkusja
5. Paweł Mąciwoda – gitara basowa

## Goście
1. Uli Jon Roth – gitara
2. Michael Schenker – gitara
3. Herman Rarebell – perkusja
4. Tyson Schenker – gitara